# سامانه کنترل عددی
سامانه کنترل عددی (Digital Control System) روشی است برای کنترل حرکت ماشین‌ها به کمک اعداد. در این سیستم‌ها حرکت وسایل با داده‌های دودویی موجود بر روی یک نوار کنترل می‌شود.
در سامانه‌های کنترل عددی، مقادیر عددی نمادین ابتدا به سیگنال‌های الکتریکی، سپس به حرکت خطی یا دورانی و سرانجام به کمیت‌های فیزیکی مطلوب تبدیل می‌شوند. این سیگنال‌ها یا رقمی (پالسی) یا قیاسی (ولتاژهای وابسته به زمان) هستند.